# Großsteingrab Teufelsbackofen

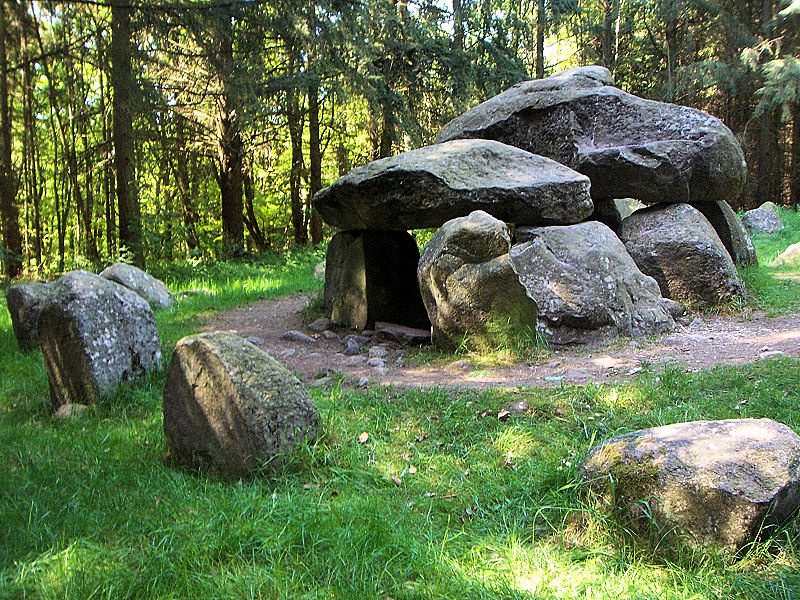
Teufelsbackofen von Nordosten

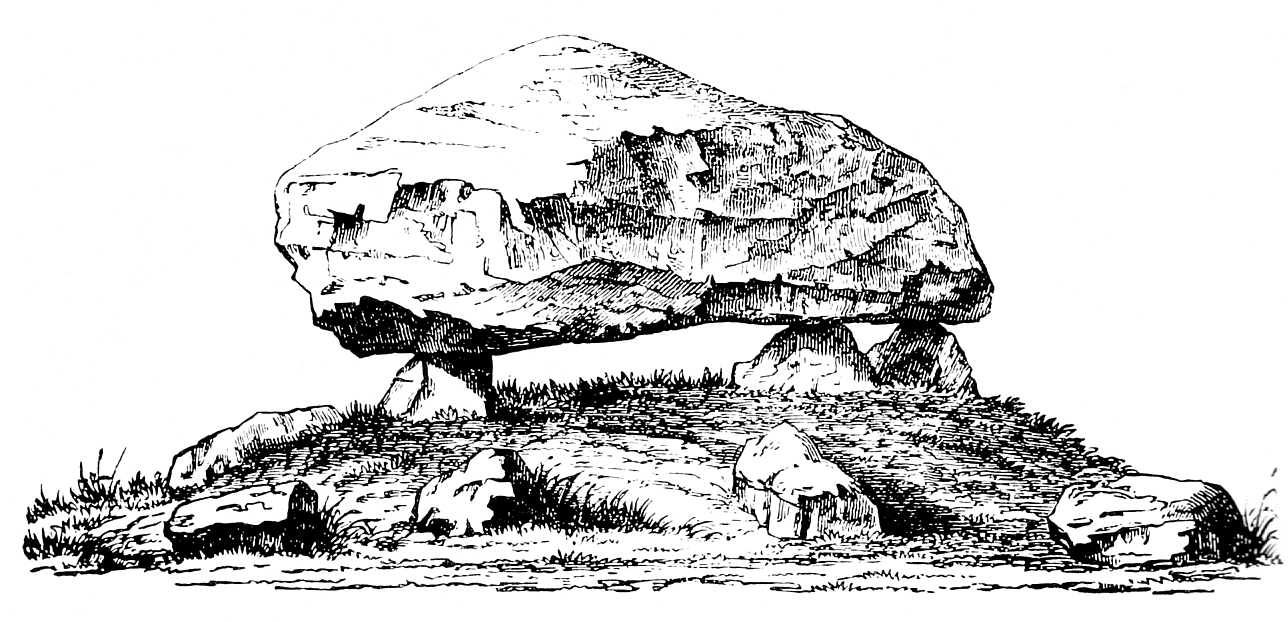
Zeichnung des Großsteingrabes Teufelsbackofen um 1865

Das Großsteingrab „Teufelsbackofen“ gehört im Everstorfer Forst, östlich von Grevesmühlen im Landkreis Nordwestmecklenburg in Mecklenburg-Vorpommern zur Südgruppe. Der erweiterte Dolmen mit der Sprockhoff-Nr. 312 entstand zwischen 3500 und 2800 v. Chr. als Megalithanlage der Trichterbecherkultur (TBK). Neolithische Monumente sind Ausdruck der Kultur und Ideologie neolithischer Gesellschaften. Ihre Entstehung und Funktion gelten als Kennzeichen der sozialen Entwicklung.
Im Everstorfer Forst liegen zwei Gruppen von Großsteingräbern. Die Südgruppe, mit fünf Anlagen, liegt am Abzweig der B105 nach Quaal. Zu den drei südlichen dieser Gruppe gehört der gut erhaltene Teufelsbackofen.

## Beschreibung
Der Teufelsbackofen liegt innerhalb der Einfassung eines kleinen Rundhügels, von der 14 – nach Rechnung Hollnagels 13 – der einst 24 Randsteine erhalten sind. Es ist ein Ost-West orientierter Dolmen mit sieben Trag- und zwei Decksteinen. Je zwei an drei der Seiten und ein Halbstein an der Zugangsseite. Die Kammer ist 2,5 m lang, 1,8 m breit und 1,4 m hoch. Der Deckstein der östlichen Seite, der Zugangsseite weist zahlreiche Schälchen auf, die bis 6 cm Durchmesser und bis 3 cm Tiefe erreichen und sich auch innen befinden. Der zweite Deckstein zeigt nur wenige dieser bronzezeitlichen Eintiefungen.
Die Anlage wurde 1966 von Ewald Schuldt ausgegraben und rekonstruiert. Der verlagerte Deckstein wurde wieder aufgelegt. Die Steine der Umfassung waren mehr oder weniger verlagert, hier wurde die kreisförmige Anordnung wiederhergestellt. Die spärlichen Funde bestanden aus menschlichen Knochen, einem Querschneider und etlichen Scherben von Gefäßen der Einzelgrabkultur.
100 m entfernt liegt das Ganggrab von Naschendorf.